# Родна
Родна (на румънски: Munţii Rodnei; на унгарски: Radnai-havasok) е планински масив в Северна Румъния, най-високия в Източните Карпати. Наименуван е на близкото село Родна Веке, разположено в южното му подножие. Дължина от запад на изток над 50 km. Най-високите върхове са Пиетросул Родней (2303 m) и Инеу (2279 m). На север и на юг със стръмни склонове се спуска съответно към долините на реките Борша (ляв приток на Тиса) и Сомешу Маре (дясна съставяща на Самош, ляв приток на Тиса). На североизток чраз високата 1413 m седловина Прислоп се свързва с основната верига на Източните Карпати, на изток в района на връх Ому (1931 m) с планината Биргъу, а на запад седловина висока 818 m го свързва с планината Циблеш (1840 m). Планината Родна е изградена предимно от кристалинни шисти и гранити, а на запад – от флишеви скали. Най-високите части са заети от алпийски релеф със следи от древни заледявания. На север текат реките Борша и Иза (леви притоци на Тиса), а на юг – река Сомешу Маре и нейните десни притоци Ребра, Сълъуца и др. От планината води началото си и тече на изток голямата река Бистрица (ляв приток на Сирет, ляв приток на Дунав). Склоновете на височина до 1400 – 1500 m са заети от букови и иглолистни гори, а нагоре следват храсталаци и субалпийски пасища. В района на село Родна Веке се експлоатира находище на пирити, а в долината на река Борша бликат минерални извори. В планината се извършва контролиран дърводобив и се развива пасищно животновъдство.
В планината Родна се намират много пещери, сред които Изворул Тъушоарелор (Izvorul Tăuşoarelor), най-дълбоката пещера в Румъния, 479 m под земята, и Жгябул луй Залион (дълбока 242 m). Тя е едно от популярните места за туризъм през лятото и ски през зимата. Известна е с това, че най-високите ѝ части са заснежени дори и през лятото (ски сезонът може да продължи до юни, дори и до юли). По северното ѝ подножие и през прохода Прислоп преминава пътя DN18 Бая Маре - Местекъниш, съединяващ историческите области Марамуреш на запад и Буковина на изток. Най-близкият град до прохода е Борша в окръг Марамуреш. Цялата планина е обявена за „Национален парк Родна“. В него се срещат кафява мечка, рис, сив вълк, глухар и орел.